# Glanmire
Glanmire (en gaèlic irlandès Gleann Maghair que vol dir "Vall del peix petit") és una vila al comtat de Cork, a la província de Munster. Es troba a la regió de Cork Metropolità, a 6 kilòmetres de Cork i a 214 kilòmetres de Dublín. L'àrea de Glanmire aplega Riverstown (Baile Roisín), Brooklodge (Cill Ruadháin) i Sallybrook (Áth na Sailí).

## Història
Glanmire té una llarga història que es remunta als principis cristians d'Irlanda. El pont de pedra situat a Riverstown és una de les construccions més antigues de Cork. Es diu que Oliver Cromwell va passar pel pont per inspeccionar Glanmire durant la Conquesta d'Irlanda per Cromwell. Brian de Glanmire, nebot del rei gaèlic Brian Boru, va viure aquí. A l'església parroquial que es troba en un turó sobre el poble, Sarah Curran, amant de Robert Emmet es va casar amb capità Henry Sturgeon en 1805.
En la dècada de 1800 Glanmire era molt més petit, i principalment només va consistir en la zona del poble. Era una zona altament industrialitzada amb fàbriques de llana i molins repartits pel riu Glashaboy. Una epidèmia de verola va delmar la població al poble.

## Situació de l'irlandès
Hi ha prop de vuit-cents parlants d'irlandès a l'àrea de Glanmire, 250 alumnes assisteixen a les Gaelscoil Scoil Naomh Micheál (Saint Michael's - Upper Glanmire), Scoi Naomh Iosaf (Saint Joseph's - Riverstown), Scoil Chill Ruadháin (Brooklodge Primary School) i Gaelscoil Uí Drisceoil. D'altra banda, uns 550 estudiants assisteixen al Gaelcholáiste Coláiste an Phiarsaigh, obert en 1973. També hi ha una "mini-Gaeltacht" a Ard Bharra que es va establir entre d'altres pel músic tradicional Tomás Ó Canainn.